# Autrans
Autrans és un antic municipi francès situat al departament de la Isèra i a la regió d'Alvèrnia-Roine-Alps. L'any 2007 tenia 1.672 habitants. El 1r de gener de 2016 va esdevenir un municipi delegat al municipi nou d'Autrans-Méaudre-en-Vercors, resultat de la fusió amb Méaudre. És regat pel Méaudret.

## Demografia
El 2007 tenia 1.672 habitants. Hi havia 692 famílies de les quals 222 eren unipersonals (131 homes vivint sols i 91 dones vivint soles), 223 parelles sense fills, 183 parelles amb fills i 64 famílies monoparentals amb fills. Hi havia 1.886 habitatges, 700 n'eren habitatges principals, 1.113 segones residències i 73 estaven desocupats.
La població ha evolucionat segons el següent gràfic:

## Economia
El 2007 la població en edat de treballar era de 1.059 persones, 825 eren actives i 234 eren inactives.
Dels 184 establiments que hi havia el 2007,  hi havia una empresa extractiva, 5 empreses alimentàries, 6 empreses de fabricació d'altres productes industrials, 13 empreses de construcció, 23 empreses de comerç i reparació d'automòbils, 5 empreses de transport, 35 empreses d'hostatgeria i restauració, dues empreses d'informació i comunicació, quatre empreses financeres, deu empreses immobiliàries, dotze empreses de serveis, 59 d'entitats de l'administració pública i 9 d'empreses classificades com a «altres activitats de serveis». Hi haviar una farmàcia, una escola maternal i una escola elemental.
El 2000 hi havia 23 explotacions agrícoles que conreaven un total de 742 hectàrees.